# Komsafjället
 Komsafjället (Samiska: Gurravárri) är ett fjäll i Alta kommun, Finnmark fylke, Norge. Området har gett namn åt den så kallade Komsakulturen, då det 1925 gjordes arkeologiska fynd från stenåldern i fjället. Fjället ligger nära staden Alta och fjällets namn Komsa används aktivt i namngivning i Alta. 

## Historia
Namnet Komsafjället kommer som en förenkling av det tidigare namnet Kongshavnfjell. Gamla kartor som visar dagens Komsafjäll visade fjället under namnet Kongshavnfjell och det samiska namnet för fjället är Gurravárri.
1925 gjorde arkeologen Anders Nummedal stora stenåldersfynd i området. Senare har man hittad mer fynd och området har gett namn till den så kallade Komsakulturen. År 2000 gjordes även nya fynd av hällristningar. På den nordvästra sidan av berget finns också en  5 meter gammal samisk offersten, Áhkku som den heter på samiska. Kustsamerna brukade offra fisk och fiskfett till stenen.  